# Римски ратови
Следи списак ратова Римске краљевине, Републике и Царства. 

## Римско краљевство(753. п. н. е.-509. п. н. е.)
- Римско-латински ратови
- Римско-етрурски ратови
- Ратови са Сабињанима

## Римска република(509. п. н. е.-31. п. н. е.)
- Римско-латински ратови
- Рат са Вејима (406. п. н. е.-396. п. н. е.)
- Рат са Галима (390. п. н. е.)
- Први самнитски рат (343. п. н. е.-341. п. н. е.)
- Латински рат (340. п. н. е.-338. п. н. е.)
- Други самнитски рат (326. п. н. е.-304. п. н. е.)
- Трећи самнитски рат (298. п. н. е.-290. п. н. е.)
- Пиров рат (280. п. н. е.-275. п. н. е.)
- Први пунски рат (264. п. н. е.-241. п. н. е.)
- Први илирски рат (229. п. н. е.-228. п. н. е.)
- Други пунски рат (218. п. н. е.-201. п. н. е.)
- Први македонски рат (215. п. н. е.-205. п. н. е.)
- Други македонски рат (200. п. н. е.-196. п. н. е.)
- Лаконски рат (195. п. н. е.)
- Сирски рат (192. п. н. е.-188. п. н. е.)
- Етолијски рат (191. п. н. е.-189. п. н. е.)
- Галаћански рат (189. п. н. е.)
- Први келтиберски рат (181. п. н. е.-179. п. н. е.)
- Трећи македонски рат (171. п. н. е.-168. п. н. е.)
- Лузитански ратови (155. п. н. е.-139. п. н. е.)
- Нумантински рат (154. п. н. е.-151. п. н. е.)
- Четврти македонски рат (150. п. н. е.-148. п. н. е.)
- Трећи пунски рат (149. п. н. е.-146. п. н. е.)
- Ахајски рат (146. п. н. е.)
- Први устанак робова (135. п. н. е.-132. п. н. е.)
- Кимбријски рат (113. п. н. е.-101. п. н. е.)
- Југуртин рат (112. п. н. е.-105. п. н. е.)
- Други устанак робова (104. п. н. е.-103. п. н. е.)
- Марсијски рат (90. п. н. е.-88. п. н. е.)
- Први митридатски рат (90. п. н. е.-85. п. н. е.)
- Сулин грађански рат (88. п. н. е.-87. п. н. е.)
- Други митридатски рат (83. п. н. е.-82. п. н. е.)
- Серторијев рат (83. п. н. е.-81. п. н. е.)
- Други Сулин грађански рат (82. п. н. е.-81. п. н. е.)
- Трећи митридатски рат (73. п. н. е.-63. п. н. е.)
- Спартаков устанак (73. п. н. е.-71. п. н. е.)
- Катилинина завера (63. п. н. е.-62. п. н. е.)
- Галски рат (59. п. н. е.-51. п. н. е.)
- Цезаров грађански рат (49. п. н. е.-45. п. н. е.)
- Рат против Цезарових убица (44. п. н. е.-42. п. н. е.)
- Сицилијански устанак (44. п. н. е.-36. п. н. е.)
- Перузински рат (41. п. н. е.-40. п. н. е.)
- Антонијев партски рат (40. п. н. е.-33. п. н. е.)
- Завршни рат Римске републике (32. п. н. е.-30. п. н. е.)

## Римско царство(31. п. н. е.-476. н. е.)
- Кантабријски ратови (29. п. н. е. -19. п. н. е.)
- Панонски устанак (6-9)
- Рат са германским племенима (9)
- Римско освајање Британије (43)
- Римско-партски рат (58-63)
- Будикин устанак (61)
- Први римско-јеврејски рат (66-73)
- Година четири цара (69)
- Батавијски устанак (69-70)
- Дачки ратови (101-106)
- Римско-партски рат (114-116)
- Китосов рат (115-117)
- Бар Кохбин устанак (132-135)
- Римско-партски рат (161-166)
- Маркомански ратови (166-180)
- Година пет царева (193)
- Година шест царева (238)
- Багаудски рат (285)
- Криза III века (3. век)
- Грађански рат тетрархије (306-324)
- Грађански рат (350-351)
- Грађански рат (360-361)
- Велика завера (367-368)
- Готски рат (377–382)
- Грађански рат (387-388)
- Римски грађански рат (394)
- Готска пљачка Рима (410)
- Рат са Хунима (451)
- Вандалска пљачка Рима (455)
- Пад Западног римског царства (476)